# Озборн (Пенсилванија)
Озборн (енгл. Osborne) град је у америчкој савезној држави Пенсилванија.

## Демографија
По попису из 2000. године број становника је 566.
| Група             | 2000.       | 2010.    |
| Белци             | 553 (97,7%) | 0 (0,0%) |
| Афроамериканци    | 9 (1,6%)    | 0 (0,0%) |
| Азијати           | 0 (0,0%)    | 0 (0,0%) |
| Хиспаноамериканци | 2 (0,4%)    | 0 (0,0%) |
| Укупно            | 566         | 0        |